# Limba ripuară

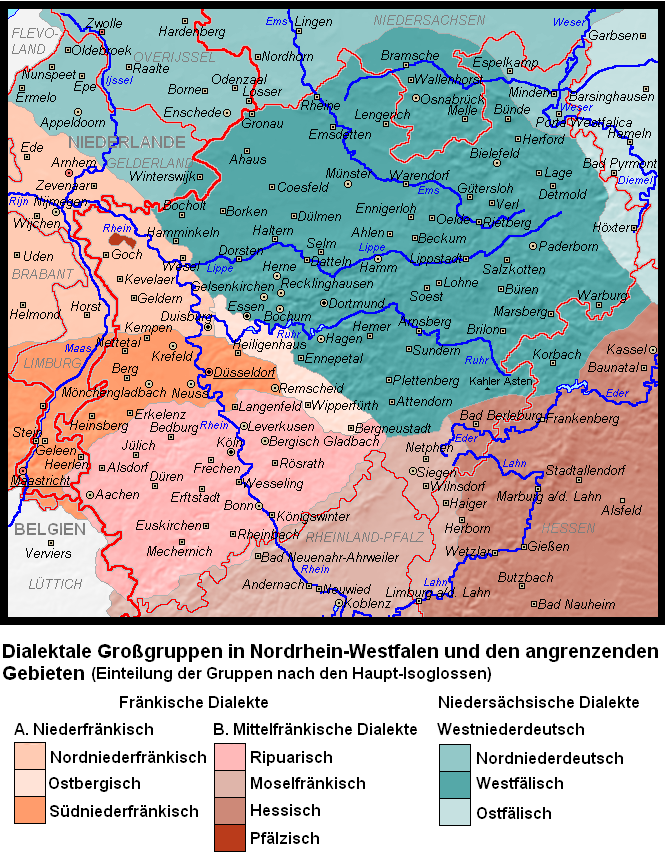
Limba ripuară (marcată în roz pe această hartă lingvistică), ca parte a dialectelor limbii germane care se vorbesc în landul Renania de Nord-Westfalia (Nordrhein Westfalen) din nord-vestul Germaniei.

Limba ripuară (germană Ripuarisch) sau dialectul ripuar (germană Ripuarische Mundart/Ripuarischer Dialekt) este un dialect al limbii germane, cu statut de limbă regională în Belgia și Țările de Jos. Este unul dintre cele trei grupuri dialectale francone vorbite în Renania (în Germania, între altele, în orașele Köln și Aachen de asemenea). Împreună cu limba luxemburgheză, limba ripuară este înrudită cu dialectul săsesc al sașilor din Transilvania, România. Prin extensie, acest dialect este înrudit cu dialectul șvăbesc bănățean vorbit de șvabii din Banat de asemenea.